# Ho Yin
Ho Yin (chinois : 何賢 ; pinyin : Hé Xián) (1er décembre 1908 - 6 décembre 1983) est un homme d'affaires et homme politique chinois de Macao. Il est considéré comme l'une des personnalités les plus influentes de l'histoire contemporaine de Macao, où il a exercé une autorité morale et économique importante au sein de la communauté chinoise durant la période de l'administration portugaise. À la fois entrepreneur, banquier et figure politique, il a joué un rôle de médiateur entre la Chine et le gouvernement colonial portugais.
Issu d'une famille originaire du Guangdong, il s'installe à Macao à 32 ans où il développe ses activités commerciales dans les secteurs du commerce du riz, de l'immobilier, du change et de la banque. Il devient président de la Chambre de commerce chinoise de Macao (en), renforçant son influence au sein de la société locale. Grâce à ses relations privilégiées avec le gouvernement de la République populaire de Chine après 1949, il contribue à stabiliser les relations entre Macao et Pékin, notamment lors des tensions politiques qui ponctuent les années 1960 et 1970.
En plus de ses activités économiques, il est reconnu pour ses œuvres philanthropiques, finançant des écoles, des hôpitaux et des infrastructures communautaires destinées aux habitants chinois de Macao. Jusqu'à sa mort en 1983, il demeure un acteur central du développement économique et social de Macao, laissant à son décès un réseau d'influence qui perdure à travers sa famille, notamment son fils Edmund Ho, futur chef de l'exécutif de la Région administrative spéciale de Macao.

## Biographie

### Jeunesse et début de carrière
Ho Yin naît le 1er décembre 1908 à Panyu, dans la région du delta de la rivière des Perles, située à environ 100 kilomètres au nord de Macao. Sa naissance coïncide avec la fin de l'époque impériale chinoise, la Chine étant encore gouvernée par la famille impériale de la dynastie Qing. Son père, Ho Cheng-kai, est un petit commerçant, propriétaire d'une simple boutique à Panyu. À 13 ans, Ho devient apprenti dans une boutique de Canton qu'il apprend à gérer. À 16 ans, il s'installe à Shunde, un centre traditionnel de la région du delta de la rivière des Perles, où il devient gérant d'une épicerie. En 1930, il décide d'investir dans le change et ouvre un bureau à Canton. Mais en 1938, avec l'invasion japonaise du Guangdong, il est contraint de se réfugier dans la colonie britannique de Hong Kong, où il poursuit ses activités. Son demi-frère, Ho Tim (zh), est déjà en affaires sur place et deviendra plus tard directeur de la banque Hang Seng.

### À Macao
En 1941, les Japonais occupent finalement Hong Kong et Ho s'enfuit dans la colonie portugaise de Macao qui reste neutre. Peu après son arrivée, il fonde avec d'autres entrepreneurs de Macao et de Hong Kong la Tai Fung Money Changer Limited en 1942, qui ne réalise initialement que des transactions monétaires, mais qui deviendra plus tard la banque Tai Fung (zh) en 1972.
C'est pendant la Seconde Guerre mondiale que Ho devient riche et réputé grâce à ses activités dans le domaine des transactions monétaires et du commerce lucratif de l'or, en particulier pour sa contribution majeure à la stabilisation de la valeur de la pataca de Macao, la monnaie locale, ainsi que pour ses conseils financiers au Banco Nacional Ultramarino, responsable de l'émission de la pataca. À cette époque, le commerce de l'or à Macao, spécifiquement l'importation d'or, est contrôlé par un petit groupe d'hommes d'affaires de Macao et de Hong Kong, incluant Ho Sin-hang (en), Cheng Yu-tung (en), YC Liang (en), Pedro José Lobo (en), ainsi que Ho Yin. Après la guerre, le commerce de l'or devient l'une des activités économiques les plus importantes à Macao, car le Portugal n'est alors pas signataire des accords de Bretton Woods, qui fixent les taux de change et restreignent le commerce international de l'or. Ces accords interdisent également l'importation d'or à usage individuel et stipulent que chaque once troy d'or coûte légalement 35 dollars américains.
En raison de l'interdiction et de la restriction des importations d'or à Hong Kong, couvertes par les accords, Macao devient l'un des centres internationaux du commerce informel (ou de la contrebande) de l'or. Cette activité est monopolisée et gérée par le Ng Fuk Tong (« Association des cinq bonnes fortunes »), elle-même filiale de la Tai Hing Company qui détient le monopole des jeux de hasard. Accordé en 1937, ce monopole est ensuite attribué à la Sociedade de Turismo e Diversões de Macau (STDM) en 1962, alors dirigée par Stanley Ho, sans lien de parenté avec Ho Yin.
Avec la mort de Pedro José Lobo en 1965, Ho Yin devient l'homme d'affaires le plus important de Macao, détenant des intérêts majoritaires dans les seules compagnies de bus et de taxis de Macao, deux de ses journaux en langue chinoise, ses dix cinémas, cinq hôtels, quatre banques et un champ de courses de lévriers, où, en mai 1966, il est la cible d'une attaque à la grenade. Il survit malgré ses blessures. Plus tard, sa maison sera surveillée par des gardes de sécurité.
Avec le temps, Ho gagne de plus en plus de renommée à Macao, en particulier au sein de la communauté chinoise ; en 1950, il devient le président de la Chambre de commerce chinoise de Macao (en), un poste qu'il occupe jusqu'à sa mort en 1983. Il est également médiateur dans les conflits entre les diverses triades chinoises rivales de la colonie, car il connait tous leurs chefs, bien qu'il n'ait jamais rejoint lui-même une quelconque triade. Le 3 août 1971, il est fait commandeur de l'Ordre du Mérite (Portugal).

## Carrière politique

Ho Yin (à droite) avec Mao Zedong en 1956.

Ho commence sa carrière politique au début des années 1950, après l'établissement de la République populaire de Chine, et il devient l'une des figures politiques les plus importantes et influentes de Macao. Alors que le régime anti-communiste et autoritaire de lEstado Novo d'António Salazar ne reconnaît que Taïwan, dirigée par le général nationaliste Tchang Kaï-chek, comme la « République de Chine », Ho devient un intermédiaire diplomatique important entre Lisbonne et Pékin. Il reste en contact étroit avec le Conseil des affaires de l'État de la république populaire de Chine et effectue de nombreuses visites à Pékin, où il échange souvent des vues sur les questions de Macao avec Mao Zedong, Zhou Enlai et de nombreux hauts responsables du Parti communiste chinois. Ho se voit accorder le statut d'« invité spécial » à la Conférence consultative politique du peuple chinois dès la deuxième session de son Comité national, qui se tient à Pékin du 30 janvier au 7 février 1956.
Il participe et contribue à la résolution de divers différends entre le Portugal et la Chine. Le premier affrontement majeur est l'incident de 1952 aux Portas do Cerco lorsque des troupes africaines portugaises échangent des coups de feu avec des gardes-frontières communistes chinois. Celui-ci éclate à la suite de l'embargo sur les ventes imposé à la Chine par le Portugal, sous la pression de ses alliés occidentaux, et d'une visite du ministre portugais de l'Outre-mer (pt), Manuel Sarmento Rodrigues (pt).
Entre le 25 et le 31 juillet, une série de conflits survient, provoquant un mort et vingt blessés chez les Portugais, et deux morts et neuf blessés chez les Chinois. Ho fait partie d'une délégation à Pékin, qui obtient des excuses écrites et une compensation de la part de l'administration portugaise de Macao. Le deuxième conflit est l'émeute du 3 décembre en 1966, organisée par des Chinois pro-communistes à Macao. À la suite du refus des autorités d'accorder des permis pour la construction d'une école sur l'île de Taipa, des violences éclatent entre la population locale et la Force de police de sécurité publique de Macao (en). Cela dégénère en manifestations devant le Palácio do Governo (pt), siège du gouvernement, en soutien aux résidents de Taipa, scandant des slogans et lisant à haute voix le Petit Livre rouge. Enfin, à 13 heures, les Gardes rouges commencent à se joindre à l'émeute, dénonçant les autorités portugaises pour « atrocités fascistes ». Par la suite, les Chinois de Macao adoptent l'approche des « Trois non » comme moyen de poursuivre leur lutte avec le gouvernement - pas d'impôts, pas de service, pas de vente aux Portugais, menant presque à l'effondrement de l'administration portugaise.
Le 29 janvier 1967, le gouverneur de Macao, José Manuel de Sousa e Faro Nobre de Carvalho (en), signe une déclaration d'excuses à la Chambre de commerce chinoise, sous un portrait de Mao Zedong, cérémonie présidée par Ho, en tant que président de la Chambre. L'implication et l'engagement de Ho à résoudre la crise causée par l'émeute sont cruciaux car à cette époque, il est le seul à pouvoir contacter directement et simultanément l'administration portugaise de Macao et les responsables chinois à Canton et Pékin, car il est le représentant chinois au Conseil législatif de Macao. De plus, il devient plus tard membre du Comité permanent du Congrès national du peuple.
Avec la victoire diplomatique de la Chine à Macao, Ho est le représentant chinois lors d'une réunion proposée avec Jack Cater (en) pour régler les émeutes de 1967 à Hong Kong (en). La réunion n'a pas lieu car le gouverneur de l'époque, David Trench (en), adopte une position ferme contre les agresseurs gauchistes.
Sur le plan international, Ho en vient à être considéré comme le « représentant non officiel » de Pékin à Macao. Ce rôle est crucial pour la survie de l'administration portugaise et de Macao pendant la Guerre froide, la Révolution culturelle et plus tard, le processus rapide et soudain de décolonisation par le Portugal mené à la suite de la Révolution des Œillets en 1974. Dans une interview pour la Far Eastern Economic Review cette année-là, Ho fait remarquer que « les Chinois et les Portugais vivent en harmonie à Macao alors que les Portugais et les Africains sont constamment en conflit politique et armé ».
En 1975, Lisbonne propose de rendre Macao à Pékin, mais l'offre est refusée, les Chinois disant aux Portugais que cela ne pourrait se faire que lorsque « le temps et l'histoire seraient propices ». Au lieu de cela, un statut organique est adopté en 1976, redéfinissant Macao comme « un territoire chinois sous administration portugaise ».
Après des négociations constantes menant à la déclaration conjointe sur la question de Macao en 1987, l'administration de la colonie est finalement transférée à la République populaire de Chine le 20 décembre 1999.

## Mort et héritage

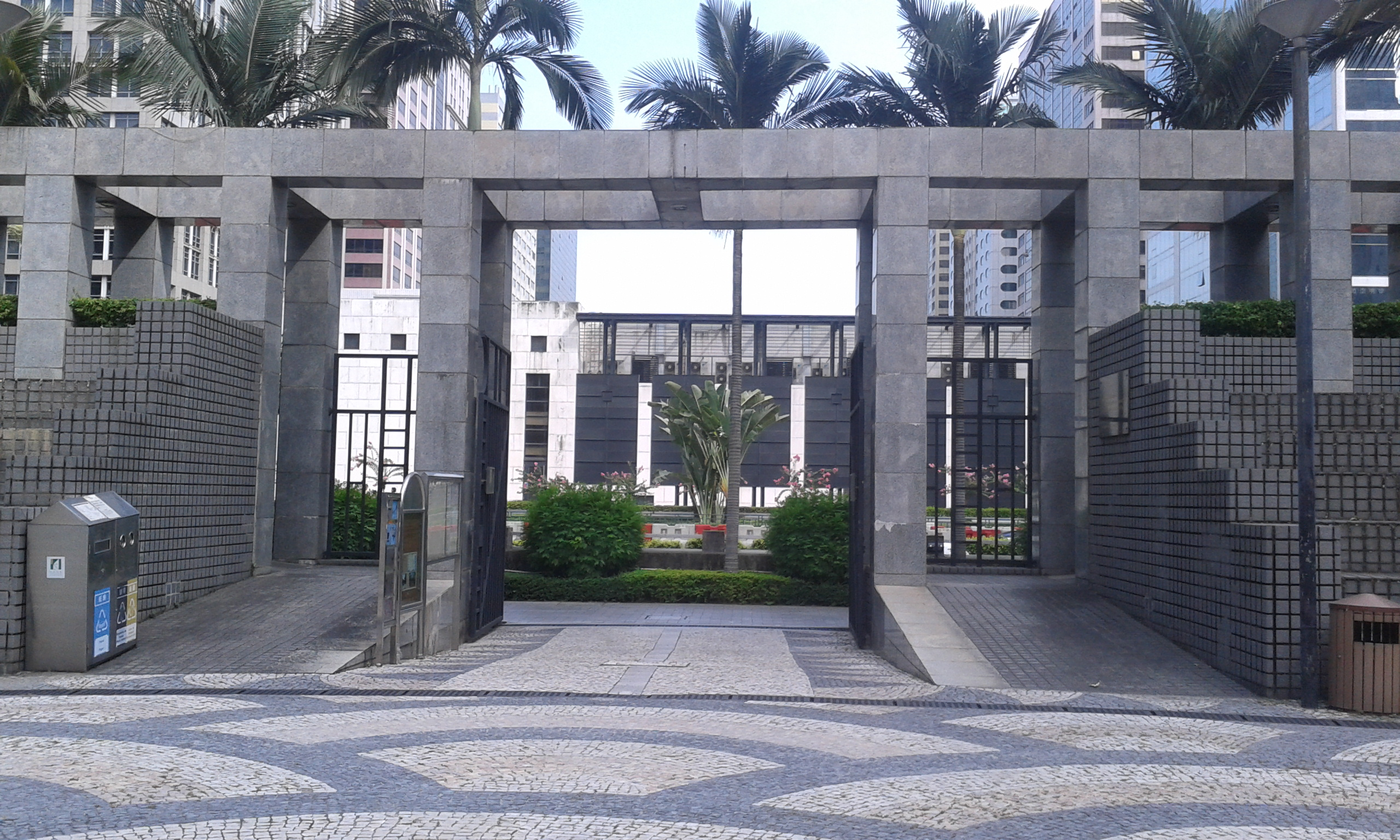
Le

Ho Yin meurt le 6 décembre 1983 à l'hôpital Queen Elizabeth (en) de Hong Kong d'un cancer du poumon. À Macao, une rue, l'Avenida Comendador Ho Yin, et un parc, le jardin Comendador Ho Yin (en), sont nommés en son honneur. L'université de Macao abrite également le centre de convention Ho Yin.
Son fils Edmund Ho sera le premier chef de l'exécutif de la Région administrative spéciale de Macao de 1999 à 2009.